# Brandi Carlile

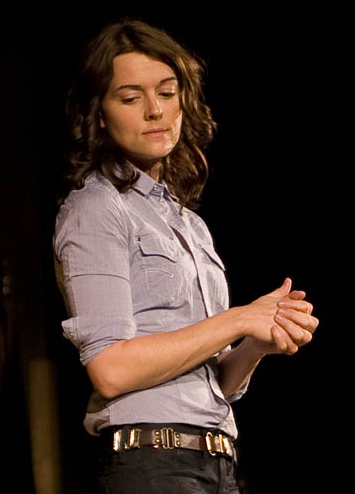
Carlile a színpadon 2010-ben

Brandi Carlile (Ravensdale, 1981. június 1. –) többszörös Grammy-díjas amerikai énekes, dalszerző. 25 Grammy-díj jelölése mellett Carlile kilencszer meg is kapta azt. Ő az első dalszerző nő, aki ugyanabban az évben kétszer is Grammy-jelölést kapott az év dala (Song of the Year) kategóriában, és 1994 óta ez volt az első alkalom, hogy bármely dalszerzőt vagy együttesét ugyanabban az évben kétszer jelölték az év dala díjra.

## Pályafutása
Brandi Carlile a countryzene közelében nőtt fel szülőföldjén. Édesanyjával nyolcévesen már színpadon állt. Később kikötött a rockzene mellett. Amikor tizenhétévesen Seattle-be ment, szólistaként és vokálban is fellépett. Később rock & roll zenekart alapított a Tim és Phil Hanseroth ikrekkel, de a folk-rock stílus vonzotta egyre inkább. A Hanseroth ikrek állandó kísérőként résztvesznek dalai létrehozásában.
A 2000-es évek elején saját terjesztésű felvételeket készített, aztán 2004-ben a Columbia Records felfedezte és leszerződtette. A következő évben debütáló albumával felkerült a Rolling Stone magazin feljövő előadóinak tizes listájára.
Két évvel később Brandi Carlile a The Story című második albumával első nagy sikerét érte el. Az album 25 hetet töltött az amerikai slágerlistákon, a címadó dal pedig egy hetet a Billboard Hot 100-on. Még nagyobb sikert aratott néhány európai országban is, például Norvégiában és Portugáliában (ahol a Billboard Hot 100 top 10-ébe került).
Harmadik albuma, a Give Up the Ghost többek között Elton John és Chad Smith közreműködésével készült (2009). Negyedik stúdióalbuma, a Bear Creek-kel 2012-ben jelent meg, és a 10. helyet érte el. Felkerült a Billboard toplistájára.
2017-ben jelent meg a Cover Stories album. A lemez bevétele a War Child nevű szervezethez kerül, ami háborús övezetekben élő gyermekeket segítő projekt.
2012 óta Carlile leszbikus házasságban él az angol Catherine Shepherddel. A párnak két lánya van (sz.: 2014 és 2018).

## Albumok
- Brandi Carlile (2005)
- The Story (2007)
- Give Up the Ghost (2009)
- Bear Creek (2012)
- The Firewatcher's Daughter (2015)
- By the Way, I Forgive You (2018)
- In These Silent Days (2021)
- In the Canyon Haze (2022)

### Kislemezek
- Fall Apart Again (2005)
- What Can I Say (2006)
- Turpentine (2007)
- The Story (2007)
- Dreams (2009)
- That Year (2010)
- Dying Day (2010)
- That Wasn’t Me (2012)
- Keep Your Heart Young (2012)
- The Eye (2014)
- Wherever Is Your Heart (2014)
- Good with God (2017)
- The Joke (2017)
- Every Time I Hear That Song (2018)
- Party of One (2018)
- A Beautiful Noise ( + Alicia Keys, 2020)
- Right on Time (2021)

### Másokkal
- 2008: Already Home (közreműködés: Ha*Ash)
- 2009: My Repair (közreműködés: the Noises 10)
- 2013: Making Believe (közreműködés: Willie Nelson)
- 2016: The Neverending Story (közreműködés: Shooter Jennings)
- 2016: Angel from Montgomery (közreműködés: Buddy Miller)
- 2017: Cleanup Hitter (közreműködés: Shovels & Rope)
- 2017: Good with God (közreműködés: Old 97’s)
- 2018: Party of One (közreműködés: Sam Smith)
- 2018: Travelin’ Light (közreműködés: Dierks Bentley)
- 2019: Common (közreműködés: Maren Morris)
- 2019: Down to You (közreműködés: Joni 75)

## Díjak
- Hat Grammy-díj

## Filmek
- Brandi Carlile az IMDb-n

## Fordítás
Ez a szócikk részben vagy egészben  a   Brandi Carlile című német Wikipédia-szócikk ezen változatának fordításán alapul.  Az eredeti cikk szerkesztőit annak laptörténete sorolja fel. Ez a jelzés csupán a megfogalmazás eredetét és a szerzői jogokat jelzi, nem szolgál a cikkben szereplő információk forrásmegjelöléseként.